# دیل (جغرافیا)

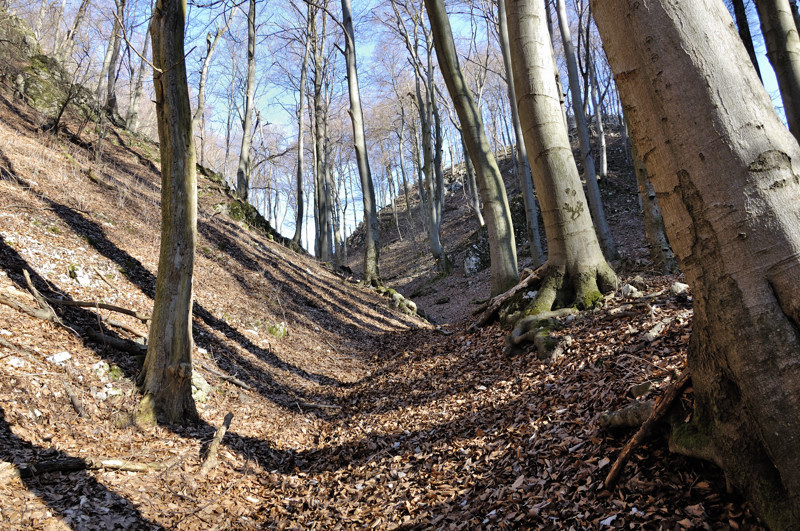
یک دیل در اسلواکی

دیل (به انگلیسی: Dell) یک دره جنگلی کوچک است. دیل‌ها دره‌هایی باز و پهن هستند و عمدتاً در شمال انگلستان و جنوب اسکاتلند و دیگر نقاط اروپایی دیده می‌شوند.